# Gablingen
Gablingen település Németországban, azon belül Bajorországban. Lakosainak száma 4955 fő (2023. december 31.).

## Népesség
A település népessége az elmúlt években az alábbi módon változott:
| Lakosok száma | 708  | 1913 | 2625 | 3940 | 4574 | 4459 | 4607 | 4713 | 4765 | 4955 |
|               | 1875 | 1950 | 1975 | 1987 | 2012 | 2014 | 2016 | 2017 | 2021 | 2023 |